# Иггу (гора)
Иггу — одна из горных вершин центрального Сихотэ-Алиня, на Дальнем Востоке России.
Расположена на территории Советско-Гаванского муниципального района Хабаровского края.
Гора входит в число высоких в горной системе Сихотэ-Алинь, высота — 1362 метра над уровнем моря. Вершина каменистая. По склонам горы много тёмно-хвойного леса и ведётся лесозаготовка.